# Восток-5
«Восток-5» (рос. Восток, Схід), інша назва «Восток-3КА № 7» — п'ятий пілотований космічний корабель серії «Восток». Одночасно з кораблем «Восток-5» в космосі перебував космічний корабель «Восток-6», який пілотувала перша у світі жінка-космонавт Терешкова Валентина Володимирівна.
Офіційно метою польоту було: вивчення впливу умов космічного польоту на організм людини, медико-біологічні дослідження під час тривалого космічного польоту, подальша розробка і вдосконалення систем космічного корабля.
Космічний політ Валерія Биковського на космічному кораблі «Восток-5» тривав 4 доби 22 години 56 хвилин 41 секунду і досі є найдовшим одиночним польотом.

## Опис корабля
Апарат складався з агрегатного відсіку у формі з'єднаних широкими основами конуса і зрізаного конуса. До меншої основи зрізаного конуса кріпився спускний апарат. Агрегатний відсік мав довжину 2,25 м, найбільший діаметр 2,43 м і масу 2,27 т.
Спускний апарат у формі кулі діаметром 2,3 м і масою 2,46 т з внутрішнім об'ємом 5,2 м³ був вкритий теплозахистом і мав систему життєзабезпечення. Всередині у просторі об'ємом 1,6 м³ у кріслі-катапульті розміщувався космонавт, також у кабіні розташовувались телевізійні камери і радіоапаратура для спостереження за станом космонавта, плівковий магнітофон, телеметрична система, обладнання для автоматичного і ручного управління кораблем.

## Політ
Політ «Востока-5» планувався тривалістю 8 діб. Запуск кількаразово відкладався внаслідок високої сонячної активності і технічних проблем.
14 червня 1963-го року о 14:58:59 UTC з космодрому Байконур ракетою-носієм «Восток» було запущено космічний корабель «Восток-5» типу Восток-3КА з космонавтом Биковським Валерійєм Федоровичем. Апарат вийшов на нижчу від запланованої орбіту. Внаслідок зростання активності атмосфери під дією сонячного випромінювання «Восток-5» швидко почав гальмуватись атмосферою, від чого значно зросла температура у агрегатному відсіку.
16 червня 1963-го року о 9:29:52 UTC з космодрому Байконур ракетою-носієм «Восток» було запущено космічний корабель «Восток-6» типу Восток-3КА з першою у світі жінкою-космонавтом Терешковою Валентиною Володимирівною. Під час першого оберту, коли «Восток-6» пройшов за 5 км від «Востока-5» — найближче за весь політ — між кораблями було встановлено прямий радіозв'язок.
Під час польоту в кабіні корабля «Восток-5» виникли проблеми з системою видалення відходів життєдіяльності, що зробило умови в кабіні «дуже незручними» і стало додатковою причиною для дострокового завершення польоту.
19 червня 1963-го року о 8:11 UTC спускний апарат космічного корабля «Восток-6» приземлився за 620 км на північний схід від Караганди. Космонавтка Терешкова Валентина Володимирівна катапультувалась з кабіни після гальмування спускного апарата в атмосфері, на висоті 7 км і приземлилась окремо на парашуті о 8:20 UTC.
19 червня 1963-го року о 10:56 UTC спускний апарат космічного корабля «Восток-5» приземлився за 540 км на північний захід від Караганди. При проходженні крізь щільні шари атмосфери агрегатний відсік не відокремився одразу і залишався прикріпленим до спускного апарата, внаслідок чого почалось значне обертання. Після прогорання сталевих смуг, якими агрегатний відсік кріпився до спускного апарата, частини корабля розділились. Космонавт Биковський Валерій Федорович катапультувався з кабіни після гальмування спускного апарата в атмосфері, на висоті 7 км і приземлився окремо на парашуті об 11:06 UTC.

## Параметри польоту
- Маса апарата — 4,73 т
- Нахил орбіти — 64,96°
- Період обертання — 88,27 хв
- Перигей — 174,7 км
- Апогей — 222,1 км

## Екіпаж

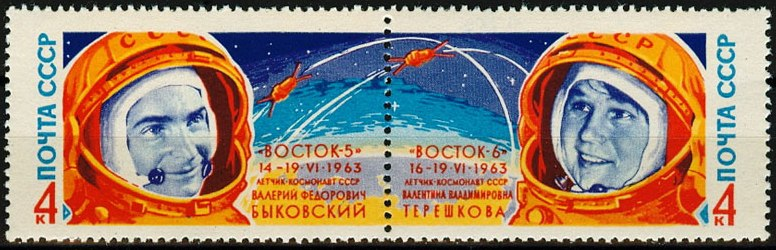
Зчеплені поштові марки СРСР. 1963. Восток-5 — Валерій Биковський, Восток-6 — Валентина Терешкова

- Екіпаж корабля — Биковський Валерій Федорович.
- Дублерний екіпаж-1 — Волинов Борис Валентинович.
- Дублерний екіпаж-2 — Леонов Олексій Архипович